# Watersipora aterrima
Watersipora aterrima is een mosdiertjessoort uit de familie van de Watersiporidae. De wetenschappelijke naam van de soort is, als Schizoporella aterrima, voor het eerst geldig gepubliceerd in 1890 door Ortmann.